# Jola centralni jezici
Jola centralni jezici (privatni kod: jolc), skupina od (6) jola jezika koji čine dio šire skupine pravih jola jezika, a govore se na području Senegala i Gvineje Bisau. Sastoji se od podskupina 
a. gusilay [gusl] sa (2) jezika u Senegalu: bandial [bqj], gusilay [gsl].
b. her-ejamat [here] (2) jezika u Gvineji Bisau i Senegalu; i po jedan jezik u istoimenim podskupinama
c. Jola-Fonyi [jolf], jezik jola-fonyi [dyo] i
d. Jola-Kasa [jolk],  jezik jola-kasa [csk] oba iz Senegala.
Najvažniji među njima je jola-fonyi s 413.490 govornika u Senegalu, Gambiji i Gvineji Bisau

## Vanjske poveznice
- Ethnologue (14th)
- Ethnologue (15th)